# 라두 루푸

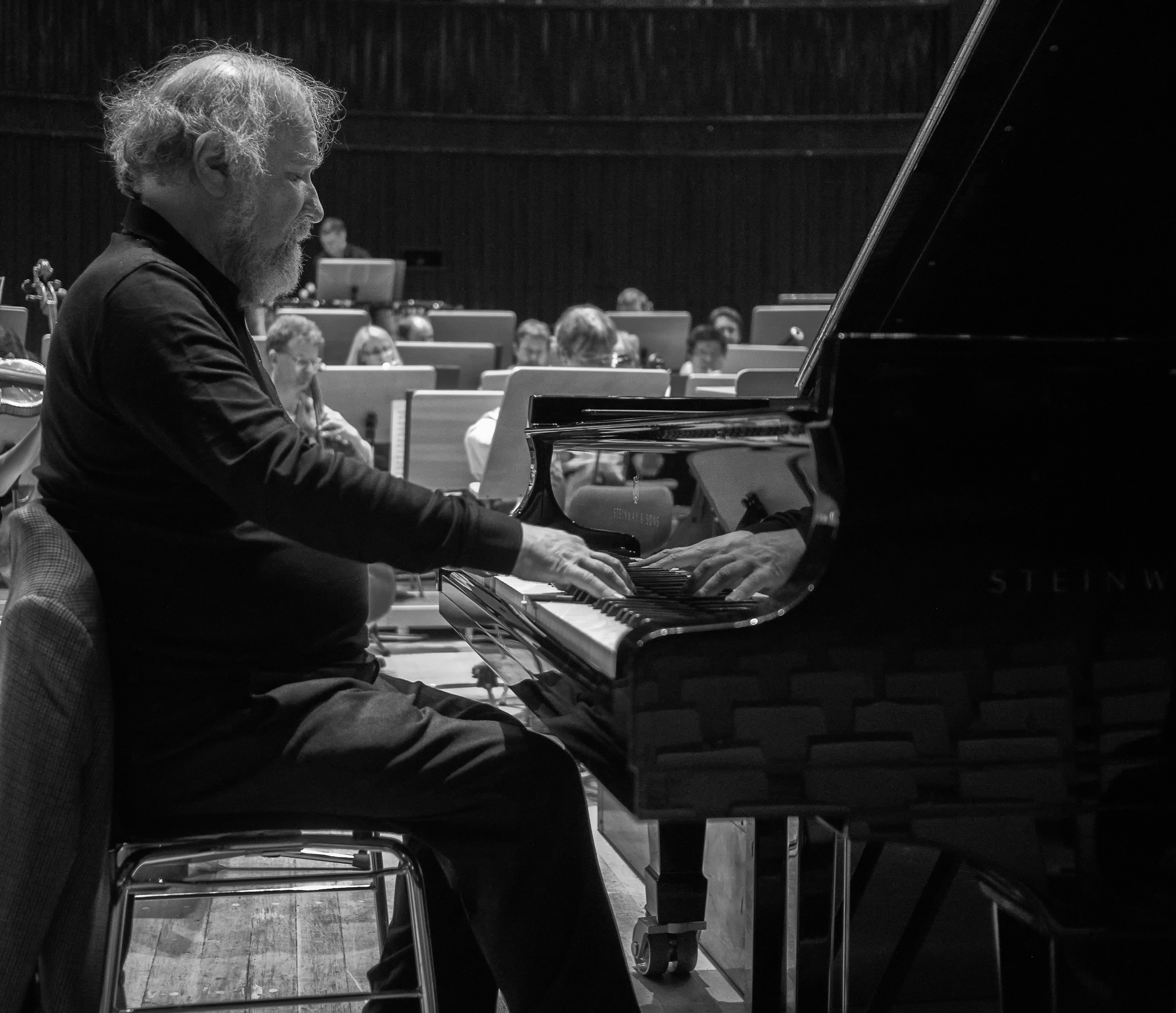
2012년 모습

라두 루푸(Radu Lupu CBE, 1945년 11월 30일~2022년 4월 17일)는 루마니아의 피아니스트이다. 그는 "피아니스트들의 피아니스트"로 이 시대 위대한 피아니스트 중 한 사람으로 널리 알려져 있다. 루마니아 갈라쉬에서 태어난 루푸는 6세에 피아노를 배우기 시작했다. 1966년부터 1969년까지 그는 반 클라이번 국제 피아노 콩쿠르 (1966), 조지 에네스쿠 국제 피아노 콩쿠르 (1967), 리즈 국제 피아노 콩쿠르 (1969) 등 세계에서 가장 권위 있는 피아노 콩쿠르 3개에서 우승했다. 이러한 승리로 루푸의 국제적 경력이 시작되었으며 모든 주요 오케스트라와 세계의 모든 주요 페스티벌 및 음악 수도에 출연했다.
1970년부터 1993년까지 루푸는 Decca Records에서 20개 이상의 녹음을 했다. 상당한 찬사를 받은 그의 솔로 녹음에는 베토벤, 브람스, 그리그, 모차르트, 슈베르트, 슈만의 작품이 포함되며, 여기에는 베토벤의 모든 피아노 협주곡과 5개의 피아노 소나타 및 기타 독주 작품이 포함된다. 그리그와 슈만 피아노 협주곡, 슈만의 3대 솔로 작품; 9개의 피아노 소나타와 슈베르트의 즉흥곡과 음악적 순간; 다양한 주요 솔로 작품과 브람스의 첫 번째 피아노 협주곡; 그리고 모차르트의 피아노 협주곡 2곡. Decca를 위한 그의 실내악 녹음에는 Szymon Goldberg와 함께한 바이올린과 피아노를 위한 모차르트의 모든 소나타가 포함된다. 정경화 의 드뷔시와 프랑크의 바이올린 소나타 ; 그리고 Goldberg와 함께 바이올린과 피아노를 위한 슈베르트의 다양한 작품. 그는 CBS Masterworks를 위해 머리 퍼라이아와 함께 네손을 위한 모차르트와 슈베르트의 피아노 작품, 작품, EMI를 위해 바바라 헨드릭스와 함께 슈베르트 가곡, Teldec을 위해 다니엘 바렌보임과 함께 네손을 위한 슈베르트의 피아노 작품을 추가로 녹음했다. 버르토크, 드뷔시, 에네스쿠 및 야나체크 등의 다른 작곡가들의 연주로도 유명하다.
루푸는 두 개의 그래미상 후보에 올랐고 1996년에는 두 개의 슈베르트 피아노 소나타 앨범으로 한 번 수상했다. 1995년 루푸는 슈만의 피아노 음반으로 에디슨상을 수상하기도 했다. 루프가 수상한 다른 상으로는 1989년과 2006년 Franco Abbiati Prize 와 2006년 Premio Internazionale Arturo Benedetti Michelangeli 상이 있다.